# Torneo Regional del Noroeste 2013
El Torneo Regional del Noroeste 2013 fue la décima quinta edición de la competición regional de rugby del noroeste argentino. Con clubes de la Unión de Rugby de Tucumán, Jujuy, Salta y Santiago del Estero en 3 categorías.
Huirapuca y Cardenales se consagraron campeones del torneo.

## Forma de disputa
Se jugó un Torneo de Clasificación, dividido en dos zonas a dos ruedas todos contra todos, entre 16 equipos donde los primeros 4 primeros de cada zona clasificaron al Súper 8, mientras que los equipos restantes disputaron la Zona Clasificación.
La Zona Campeonato (Súper 8) se jugó a una rueda todos contra todos. Los 4 primeros de la Zona Campeonato jugaron entre sí, a una rueda, con arrastre de puntos de la clasificación anterior, para definir el campeón del Torneo Regional 2013.

## Equipos
| Unión                      | Equipo               | Ciudad                |
| -------------------------- | -------------------- | --------------------- |
| Unión de Rugby de Tucumán  | Cardenales           | San Miguel de Tucumán |
| Unión de Rugby de Tucumán  | Universitario        | San Miguel de Tucumán |
| Unión de Rugby de Tucumán  | Huirapuca            | Concepción            |
| Unión de Rugby de Tucumán  | Jockey Club          | Yerba Buena           |
| Unión de Rugby de Tucumán  | Lince                | San Miguel de Tucumán |
| Unión de Rugby de Tucumán  | Tarcos               | San Miguel de Tucumán |
| Unión de Rugby de Tucumán  | Natación y Gimnasia  | San Miguel de Tucumán |
| Unión de Rugby de Tucumán  | Lawn Tennis          | San Miguel de Tucumán |
| Unión de Rugby de Tucumán  | Tucumán Rugby        | Yerba Buena           |
| Unión de Rugby de Salta    | Gimnasia y Tiro      | Salta                 |
| Unión de Rugby de Salta    | Jockey Club          | Salta                 |
| Unión de Rugby de Salta    | Tigres               | San Lorenzo           |
| Unión de Rugby de Salta    | Universitario        | Salta                 |
| Unión de Rugby de Salta    | Tiro Federal         | Salta                 |
| Unión Santiagueña de Rugby | Old Lions            | Santiago del Estero   |
| Unión Santiagueña de Rugby | Santiago Lawn Tennis | Santiago del Estero   |

### Distribución geográfica de los equipos
| Jurisdicción                     | Cant. | Equipos |
| -------------------------------- | ----- | --- |
| Provincia de Tucumán             | 9     | Universitario, Lawn Tennis, Los Tarcos,Tucuman Rugby, Huirapuca, Cardenales, Lince, Natación y Gimnasia y Jockey Club |
| Provincia de Salta               | 5     | Jockey Club, Universitario, Gimnasia y Tiro, Tigres y Tiro Federal                                                    |
| Provincia de Santiago del Estero | 2     | Old Lions y Santiago Lawn Tennis                                                                                      |

## Zona de clasificación

### Zona A
| Pos. | Equipo               | Encuentros | Encuentros | Encuentros | Encuentros | Puntos |
| Pos. | Equipo               | PJ         | PG         | PE         | PP         | Puntos |
| ---- | -------------------- | ---------- | ---------- | ---------- | ---------- | ------ |
| 1.º  | Universitario (S)    | 14         | 10         | 1          | 3          | 51     |
| 2.º  | Jockey Club (S)      | 14         | 10         | 0          | 4          | 50     |
| 3.º  | Lawn Tennis          | 14         | 10         | 1          | 3          | 48     |
| 4.º  | Universitario        | 14         | 9          | 0          | 5          | 44     |
| 5.º  | Santiago Lawn Tennis | 14         | 6          | 0          | 8          | 28     |
| 6.º  | Natación y Gimnasia  | 14         | 6          | 0          | 8          | 28     |
| 7.º  | Lince                | 14         | 4          | 0          | 10         | 21     |
| 8.º  | Tiro Federal         | 14         | 0          | 0          | 14         | 1      |

|  | Clasificados al Súper 8              |
|  | Clasificados a Zona Clasificación II |

### Zona B
| Pos. | Equipo          | Encuentros | Encuentros | Encuentros | Encuentros | Puntos |
| Pos. | Equipo          | PJ         | PG         | PE         | PP         | Puntos |
| ---- | --------------- | ---------- | ---------- | ---------- | ---------- | ------ |
| 1.º  | Tucuman Rugby   | 14         | 10         | 1          | 3          | 51     |
| 2.º  | Huirapuca       | 14         | 10         | 0          | 4          | 48     |
| 3.º  | Cardenales      | 14         | 9          | 3          | 2          | 48     |
| 4.º  | Los Tarcos      | 14         | 8          | 2          | 4          | 42     |
| 5.º  | Old Lions       | 14         | 7          | 0          | 7          | 35     |
| 6.º  | Gimnasia y Tiro | 14         | 6          | 0          | 8          | 29     |
| 7.º  | Jockey Club (T) | 14         | 3          | 0          | 11         | 17     |
| 8.º  | Tigres          | 14         | 0          | 0          | 14         | 0      |

|  | Clasificados al Súper 8              |
|  | Clasificados a Zona Clasificación II |

## Súper 8
| Pos. | Equipo            | Encuentros | Encuentros | Encuentros | Encuentros | Puntos |
| Pos. | Equipo            | PJ         | PG         | PE         | PP         | Puntos |
| ---- | ----------------- | ---------- | ---------- | ---------- | ---------- | ------ |
| 1.º  | Huirapuca         | 7          | 5          | 1          | 1          | 24     |
| 2.º  | Cardenales        | 7          | 5          | 0          | 2          | 23     |
| 3.º  | Los Tarcos        | 7          | 3          | 1          | 3          | 18     |
| 4.º  | Tucuman Rugby     | 7          | 3          | 2          | 2          | 18     |
| 5.º  | Universitario (T) | 7          | 3          | 1          | 3          | 16     |
| 6.º  | Universitario (S) | 7          | 2          | 1          | 4          | 13     |
| 7.º  | Jockey Club (S)   | 7          | 2          | 0          | 5          | 11     |
| 8.º  | Lawn Tennis       | 7          | 2          | 0          | 5          | 10     |

|  | Clasificados a la Copa de Oro   |
|  | Clasificados a la Copa de Plata |

## Copa Oro
| Equipos       | Encuentros | Encuentros | Encuentros | Encuentros | Pts. Bonus | Puntos |
| Equipos       | PJ         | PG         | PE         | PP         | Pts. Bonus | Puntos |
| ------------- | ---------- | ---------- | ---------- | ---------- | ---------- | ------ |
| Huirapuca     | 3          | 1          | 0          | 2          | 2          | 30     |
| Cardenales    | 3          | 1          | 1          | 1          | 1          | 30     |
| Tucumán Rugby | 3          | 2          | 1          | 0          | 0          | 28     |
| Los Tarcos    | 3          | 1          | 0          | 2          | 1          | 24     |
| Campeones Huirapuca y Cardenales |